# Heiligdom Sant’Oronzo fuori le mura

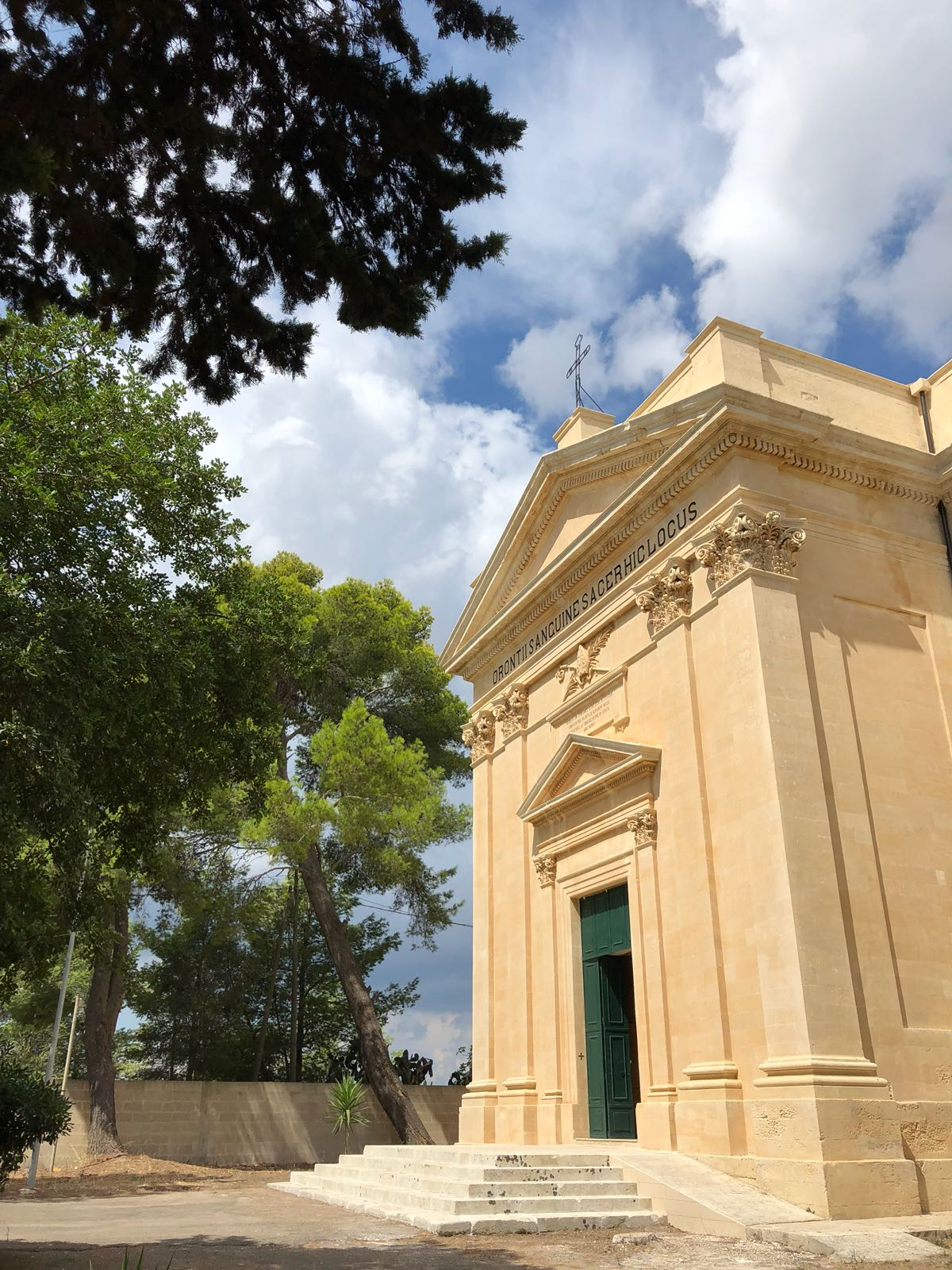
Sant'Oronzo fuori le mura, buiten de stadsmuren van Lecce

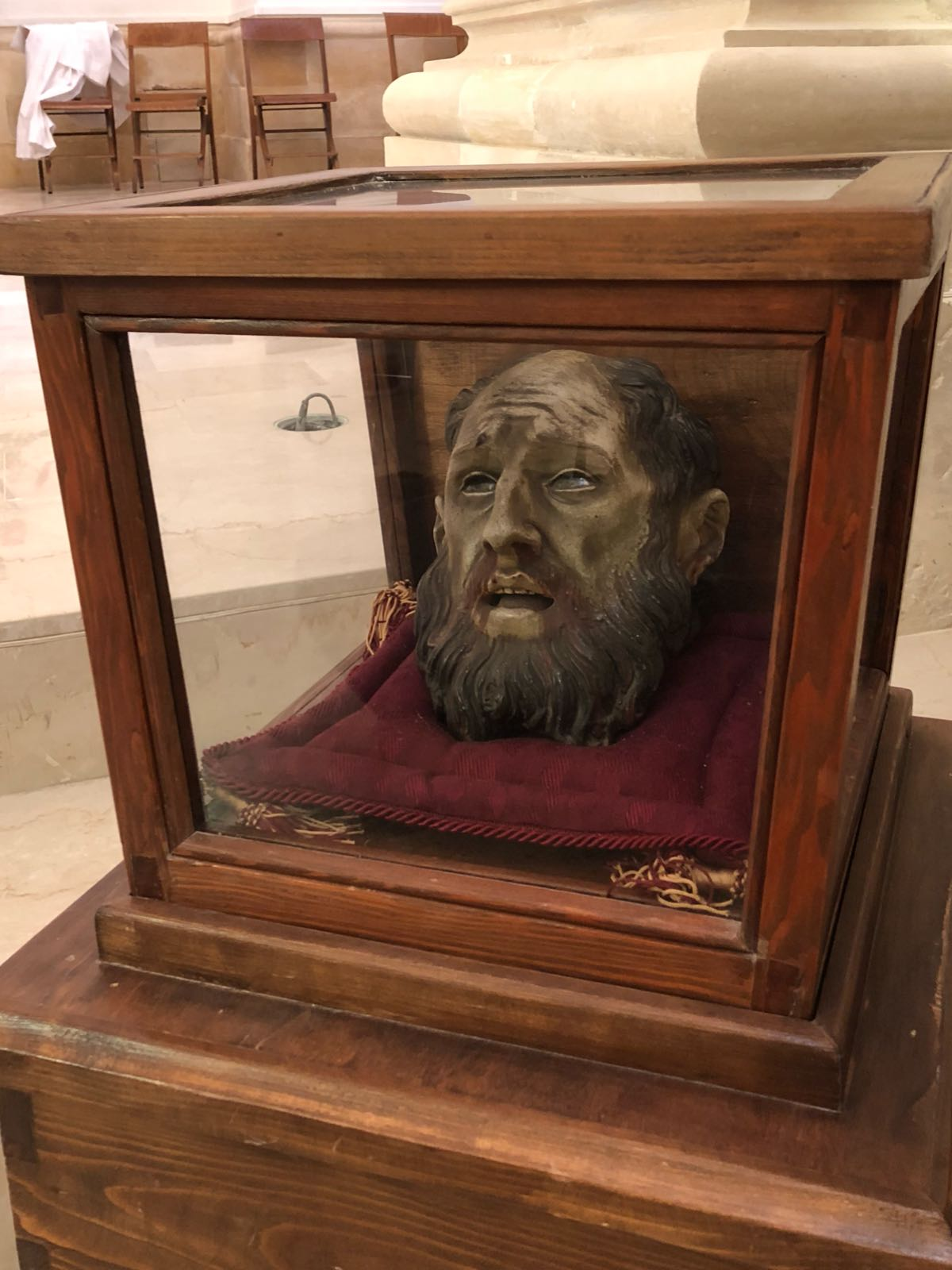
Hoofd van Orontius van Lecce

Het heiligdom Sant’Oronzo fuori le mura of van de heilige Orontius buiten de muren (2e helft 16e eeuw) is een rooms-katholieke kerk buiten de stadsmuren van Lecce. Lecce is een stad in de Zuid-Italiaanse regio Apulië. De kerk wordt in het Apulisch dialect genoemd Capu de Sant'Oronzo of het Hoofd van de heilige Orontius van Lecce.

## Beschrijving
Het is een kerk die midden in de velden staat. Negen kapellen staan langs de weg richting kerk. De kerk is toegewijd aan Orontius van Lecce, de eerste bisschop van Lecce en martelaar in de 1e eeuw. Volgens de traditie onthoofdden Romeinen op deze plek bisschop Orontius; Orontius en zijn neef Fortunatus waren leerling van de apostel Paulus.
De kerk heeft de vorm van een Grieks kruis. De stijl is neoclassicistisch. In de kerk bevindt zich een sculptuur die het hoofd van Orontius uitbeeldt. 

## Historiek
De bouw begon in 1655. De bouw werd onderbroken door de zware pestepidemie in Napels in 1656 doch hervat omwille van een verering in Lecce die toenam. Het werd een heiligdom als dankzegging voor de genezing van de pest. Het heiligdom werd een bedevaartsplaats. Nadien geraakte ze verwaarloosd en eind 19e eeuw stortte het dak in. Het heiligdom werd herbouwd met terrassen errond zodat het heiligdom een massa pelgrims kon ontvangen. De werken vonden plaats van 1889 tot 1910. In de loop van de 20e eeuw geraakte de kerk voor lange periodes verwaarloosd. Pas na restauratie in 2007 konden erediensten hervatten.